# Brzdná křivka

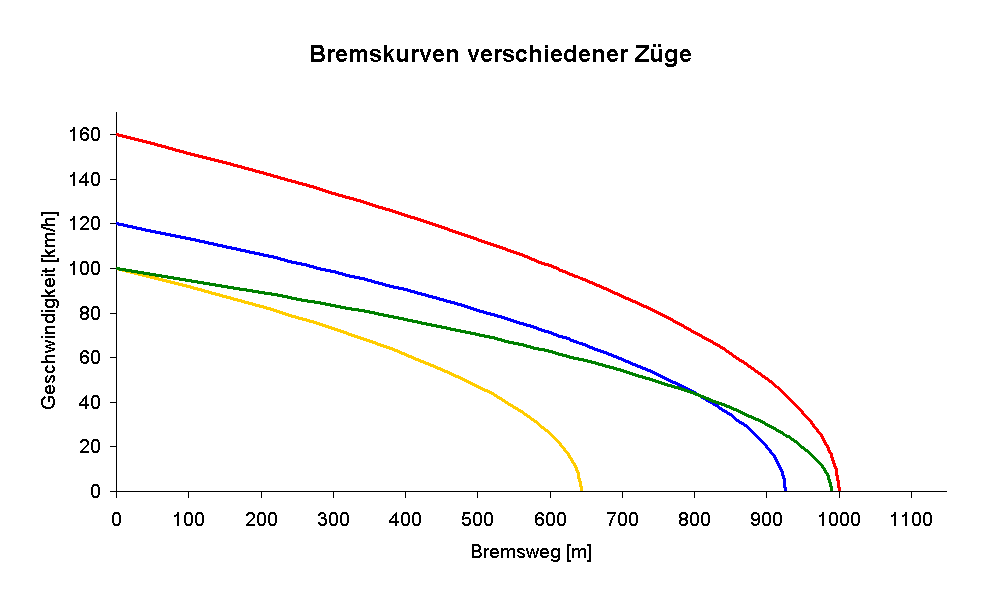
Graf brzdné křivky

Brzdná křivka je závislost maximální rychlosti vlaku na vzdálenosti od místa omezení nebo zákazu další jízdy tak, aby vlak bezpečně dodržel omezení rychlosti nebo zastavil v požadovaném místě (dodržel zábrzdnou vzdálenost). Je závislá na parametrech vlaku.